# Amir Idriss Kourda
Amir Idriss Korda, né le 15 octobre 1978 à Bourdani dans la région de l'Ennedi Est au (Tchad), est un homme politique tchadien. 
Il est le ministre des Infrastructures, du Désenclavement et de l’Entretien Routier depuis le 6 février 2025.

## Biographie
Amir Idriss Korda est né le 15 octobre 1978 à Bourdani dans la région de l'Ennedi Est au (Tchad).

### Formation
Élève au lycée sacre coeur de N'Djamena, il obtient un baccalauréat série D avant de poursuivre ses études supérieures à l'université Cheikh-Anta-Diop de Dakar au Sénégal. Il obtient une licence professionnelle en génie civil avec comme option conducteur des travaux. 
Il est également titulaire d'un Master en génie civil et Infrastructures obtenu à l'Institut International d'Ingénierie de l'Eau et de l'Environnement du Burkina Faso.

### Parcours politique
De 2010 à 2012, il est le directeur des infrastructures hydrauliques et d’assainissement au Ministère des Infrastructures.
En 2012, il est nommé directeur général adjoint des bâtiments civils. De mars 2022 à février 2025, il est secrétaire général du ministère des Infrastructures, du Désenclavement et de l’Entretien Routier.
Depuis le 6 février 2025, il est ministre des Infrastructures, du Désenclavement et de l’Entretien Routier dans le gouvernement Halina II,en remplaçant Aziz Mahamat Saleh.